# Albert Frederik Hendrik Buining
Albert Frederik Hendrik Buining ( 25 de agosto de 1901 - † 9 de mayo de 1976) fue un botánico neerlandés.

## Obra y vida
Buining realizó solo, y primero, las descripciones y nombramientos de muchísimos cactos sudamericanos.
En 1950 es nombrado miembro de la "Organización Internacional de Estudios con Suculentas", IOS, en Zúrich; y durante 28 años (de 1940 a 1968) es presidente de la "Sociedad Neerlandesa de Cactos y Suculentas".
En los 1960s, junto con John D. Donald y Frederick Ritter describe y ordena al género Rebutia como nueva. En los 1970s hace lo mismo con Discocactus.

## Honores

### Eponimia
Género
- Buiningia Buxb. 1971[1] (hoy Coleocephalocereus)

Especies
- Parodia buiningii (o: Notocactus buiningii)
- Rebutia buiningiana
- Uebelmannia buiningii

## Algunas obras
- 1980. Buining, A.F.H. Discocactus, Eine Revision bekannter und Diagnose neuer Arten
- La abreviatura «Buining» se emplea para indicar a Albert Frederik Hendrik Buining como autoridad en la descripción y clasificación científica de los vegetales.[2]

## Fuente
- Esta obra contiene una traducción  derivada de «Albert Frederik Hendrik Buining» de Wikipedia en alemán, publicada por sus editores bajo la Licencia de documentación libre de GNU y la Licencia Creative Commons Atribución-CompartirIgual 4.0 Internacional.